# Sadist (album)
Sadist è il quinto album dell'omonima band, pubblicato nel 2007, che si differenzia dal precedente fallimentale (Lego) con un ritorno alle sonorità più vicine a Tribe.
Verrà inoltre girato un video per Tearing Away

## Tracce
1. Jagriti – 2:30
2. One Thousand Memories – 4:55
3. I Feel You Climb – 3:59
4. Embracing The Form of Life – 4:59
5. Tearing Away – 3:47
6. Kopto – 3:33
7. Excited and Desirous – 4:41
8. Different Melodies – 5:10
9. Invisible – 3:29
10. Hope to Be Deaf – 5:19
11. Sadist – 2:33

## Formazione
- Trevor − voce
- Tommy − chitarra, tastiera
- Andy − basso
- Alessio − batteria